# William Pottker
William Pottker (ur. 22 lutego 1993) – brazylijski piłkarz występujący na pozycji napastnika.

## Kariera piłkarska
Od 2011 roku występował w Figueirense, Gandzasar Kapan, Ventforet Kofu, Red Bull Brasil, Linense, SC Braga B, Ponte Preta i SC Internacional.